# L'Arau
L'Arau és una masia de Tavertet (Osona) inclosa a l'Inventari del Patrimoni Arquitectònic de Catalunya.

## Descripció
Masia de planta quadrada coberta a dues vessants i amb el carener perpendicular a la façana, la qual es troba orientada a migdia. Consta de planta baixa i dos pisos. Presenta un gros portal adovellat, amb una inscripció a la dovella central i un rellotge de sol de construcció recent a la part dreta. En aquest sector les obertures es distribueixen simètricament. Presenta torrelles, avui tapiades, als angles SW i NE amb el basament esculpit. A ponent sobresurt una construcció semicircular coberta amb llosses. A tramuntana s'hi adossa un cos graonat, a través del qual, s'arriba a una eixida del primer pis on hi ha un petit portal rectangular que condueix a la casa. És construïda en pedra basta als murs i carejada als escaires.

## Història
Antic mas que es troba documentat entre els papers de la parròquia de Sant Bartomeu Sesgorgues del segle xiv, abans de la pesta negra, aleshores la parròquia comptava amb poc més de quinze masos entre els quals hi figura l'Arau. En el fogatge de 1515 del Castell de Soresols, també hi figura; en el fogatge de 1553 consta que habitava el mas un tal JOAN ARAU. El mas, segons indiquen les dades constructives, fou restaurat al 1617 per SAGIMON ARAU (inscripció de la dovella central). A mitjans del segle xx va ser restaurat.